# Cornelis Schuyt
Cornelis Floriszoon Schuyt (ur. 1557 w Lejdzie, zm. 9 czerwca 1616 tamże) – kompozytor i organista niderlandzki.

## Życiorys
Urodził się w Lejdzie jako syn organisty, Florisa Schuyta. W młodości prawdopodobnie był śpiewakie w kościele św. Piotra w Lejdzie. Zapewne pod koniec lat 70. XVI wieku odbył podróż do Włoch, co wywarło głęboki wpływ na jego twórczość. W roku 1693 wrócił do swego rodzinnego miasta, gdzie został mianowany asystentem organisty miejskiego. Po śmierci swego ojca w 1601 roku został głównym organistą miasta.
Z twórczości Cornelisa Schuyta zachowały się trzy zbiory madrygałów i zbiór utworów instrumentalnych. Dwa z trzech tomów madrygałów Schuyta napisane zostały do tekstów w języków włoskim, w tym do poezji Tassa i Petrarki. Trzeci tom madrygałów kompozytor napisał do tekstów niderlandzkich, w tym do wierszy znanego wówczas poety niderlandzkiego, Daniela Heinsiusa.
Dzieła Schuyta są dosyć konserwatywne stylistycznie niż np. utwory innego wówczas działającego wybitnego kompozytora, jego rodaka Jana Pieterszona Sweelincka i silnie jeszcze tkwią w tradycji renesansowej. Mimo wszystko można je uznać za próbę przeszczepienia stylu włoskiego na grunt rodzimy (niderlandzki).